# China Mobile

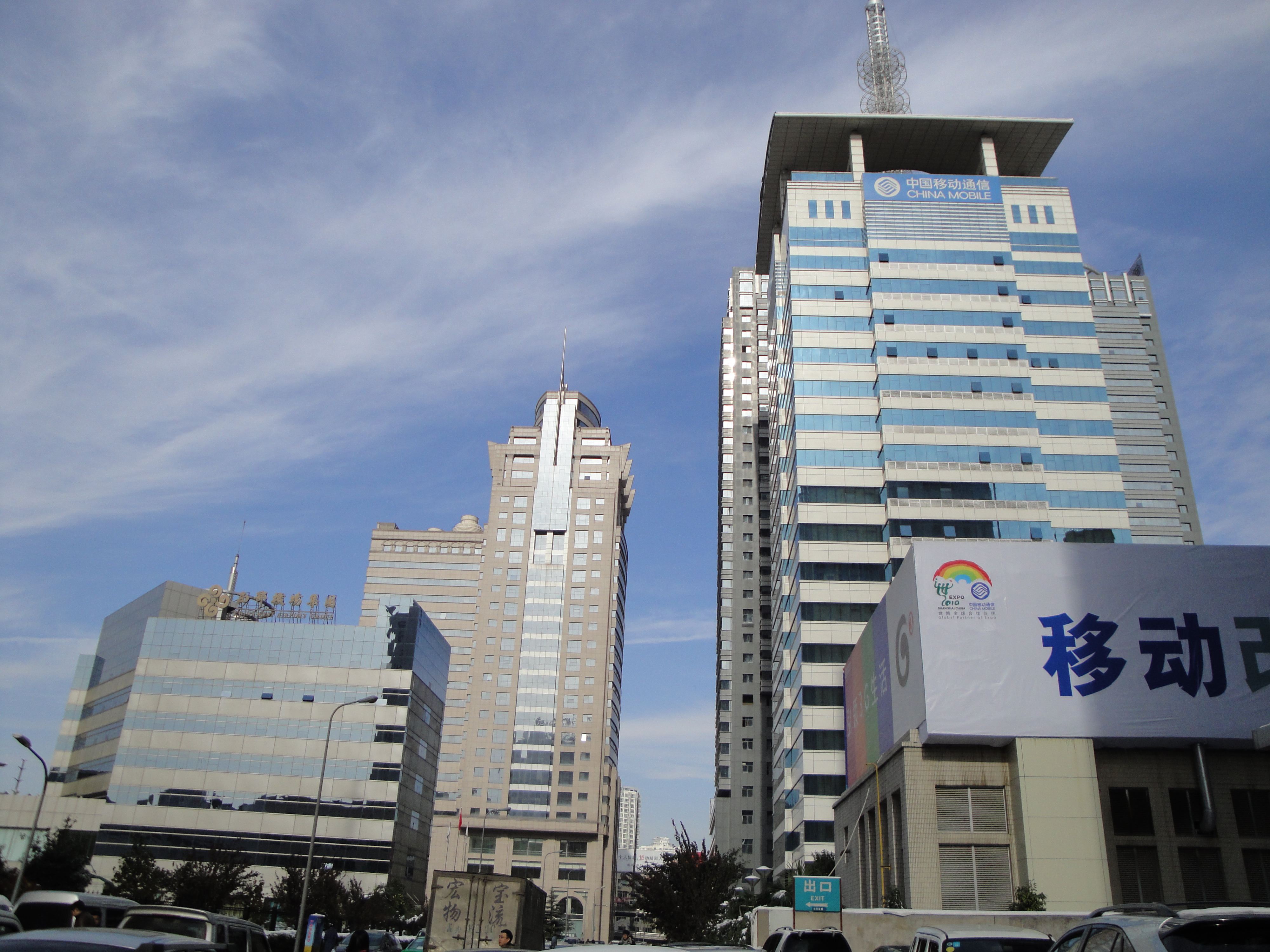
Edificio de la sede de China Mobile en la ciudad de Xi'an

China Mobile Communications Corporation (chino: 中国移动通信, Hanyu Pinyin: Zhōngguó Yídòng Tōngxìn) (NYSE: CHL), también conocida como China Mobile o CMCC, es el mayor operador de telefonía móvil de China y del mundo por cantidad de abonados. Su red está basada en el estándar europeo GSM. Cuenta a febrero de 2008 con más de 280 millones de usuarios  y actualmente crece a un ritmo de 3 millones de usuarios más al mes. Por sus ventas es el segundo detrás de Vodafone, que es propietario del 3.3% de China Mobile. China Mobile es la quinta marca a nivel mundial por su capital según la evaluación de BrandZ.
La empresa es propiedad de la República Popular China, y fue creada en 1997 a partir de la entonces empresa monopólica China Telecom, actualmente posee un 67.5% del mercado de comunicaciones móviles en la China continental. China Mobile también es propietaria de Paktel en Pakistán.
China Mobile es la compañía más grande registrada en Hong Kong. También es la empresa con mayor cantidad de capital en el mercado que cotiza en la Bolsa de Valores Hong Kong, sobrepasando a HSBC.
Las operaciones de China Mobile se encuentran organizadas por provincia. La empresa posee el 100 por ciento de las subsidiarias provinciales incluidas China Mobile Group, Guangdong Company Limited y China Mobile Group Zhejiang. Según datos en diciembre de 2006, el grupo contaba con 111,998 empleados y unos 301.2 millones de suscriptores a su servicio de telefonía móvil. Los servicios GSM del grupo abarcaban 219 países y regiones, mientras que los servicios GPRS abarcaban 138 países y regiones. La empresa posee y administra redes de telecomunicaciones móviles de escala nacional en las 31 provincias, regiones autónomas y municipios directamente administrados en el Continente China y en Hong Kong SAR por estas treinta y dos filiales.
China Mobile Limited junto con sus filiales fue incorporada en Hong Kong el 3 de septiembre de 1997. La empresa fue catalogada sobre la Bolsa de Valores de Nueva York y la Bolsa de Valores de Hong Kong en octubre de 1997. La empresa fue admitida como una acción constituyente del Índice de Seng Colgar en Hong Kong en enero de 1998. En el 2006, la empresa otra vez fue seleccionada como una " de los PIES 500 Globales" por el "Financial times", y el "Líder mundial del año 2000 de las Empresas Públicas Más grandes" por la revista de Forbes. Actualmente, la calificación crediticia corporativa de la Empresa es A/Outlook Estable en el Standard & Poor y A2/Positive por Moody. El accionista mayoritario de la Empresa es el Grupo Móvil de China (de Hong Kong) Limitado, que, desde el 31 de diciembre de 2006, indirectamente posee un 74.57 por ciento del capital accionario de la Empresa a través de la sociedad controlante Hong Kong Móvil de China (BVI) Limitada. El resto del capital aprox. 25.43 por ciento se encuentra en poder de inversionistas públicos.